# Sofía Vergara
Sofía Margarita Vergara, född 10 juli 1972 i Barranquilla i Atlántico, är en colombiansk modell, skådespelerska och TV-producent. Vergara var den bäst betalda skådespelerskan i amerikansk TV från 2013 till 2020.

## Biografi
Vergara föddes och växte upp i en välbärgad familj[källa behövs] i Barranquilla i Colombia och redan som ung fick hon smeknamnet "Toti". Hon gick i en tvåspråkig skola (spanska och engelska).
Vid 18 års ålder gifte Vergara sig med sin pojkvän sedan flera år, och tillsammans fick de sonen Manolo Gonzalez-Ripoll Vergara 1991 när Sofia var 19 år. Hon och sonens far skildes året efter och Vergara var under många år ensamstående mor.
Vergara inledde sin modell- och skådespelarkarriär när hon ”upptäcktes” under en promenad på en strand i Colombia. Kort efter detta fick hon attraktiva erbjudanden om modellarbete och TV-reklam. Hon tackade ja till erbjudandena efter att ha fått tillstånd av sina katolska lärare vid skolan. På grund av återkommande modell- och TV-jobb avslutade Vergara sina studier i förtid, för att i stället tjäna pengar.
Under andra halvan av 1990-talet medverkade Vergara i reseprogrammet Fuera de serie med Fernando Fiore. Serien gjorde henne till en TV-personlighet i Latinamerika och medförde också att hon blev uppmärksammad i USA genom TV-kanalen Univision. Hon var också värd för A que no te atreves en populär TV-show.
Vergara har fortsatt med sin modellkarriär parallellt med TV-produktionerna och medverkat i bland annat baddräktskalendrar.
År 2009 fick hon sitt breda genombrott i rollen som Gloria i den amerikanska succéserien Modern Family.
År 2015 gifte sig Vergara med Joe Manganiello, men de separerade sommaren 2023.

## Filmografi (i urval)
- 1995 – Acapulco, cuerpo y alma (TV-serie) (? avsnitt)
- 1999 – Baywatch (TV-serie) (1 avsnitt)
- 2002 – My Wife and Kids (TV-serie) (1 avsnitt)
- 2002 – Big Trouble
- 2003 – Chasing Papi
- 2004 – Eve (TV-serie) (1 avsnitt)
- 2004 – El escándalo del mediodía (TV-serie) (1 avsnitt)
- 2004 – The 24th Day
- 2004 – Soul Plane
- 2004 – Rodney (TV-serie) (1 avsnitt)
- 2005 – Lords of Dogtown
- 2005 – Four Brothers
- 2005 – Hot Properties (TV-serie)
- 2006 – Grilled
- 2007 – Entourage (TV-serie) (1 avsnitt)
- 2007 – The Knights of Prosperity (TV-serie)
- 2007 – Amas de cas desesperadas (TV-serie) (23 avsnitt)
- 2007 – Dirty Sexy Money (TV-serie) (4 avsnitt)
- 2008 – Fuego en la sangre (TV-serie) (10 avsnitt)
- 2008 – Men in Trees (TV-serie) (2 avsnitt)
- 2008 – Meet the Browns
- 2009 – Madea Goes to Jail
- 2009–2020 – Modern Family (TV-serie) (250 avsnitt)
- 2011 – Smurfarna
- 2011 – The Cleveland Show (TV-serie) (1 avsnitt)
- 2011 – Happy Feet 2 (röstroll)
- 2011 – New Year's Eve
- 2012 – The Three Stooges
- 2013 – Fading Gigolo
- 2013–2017 – Family Guy (TV-serie) (röstroll, 2 avsnitt)
- 2013 – Machete Kills
- 2014 – Chef
- 2015 – Wild Card
- 2015 – Hot Pursuit
- 2016 – Simpsons (TV-serie) (röstroll, 1 avsnitt)
- 2017 – The Emoji Movie (röstroll)
- 2023 – Doggy Style (röstroll)
- 2024 – Dumma mej 4 (röstroll)
- 2024 – Griselda (TV-serie) (6 avsnitt)